# Hiroshi Shiono

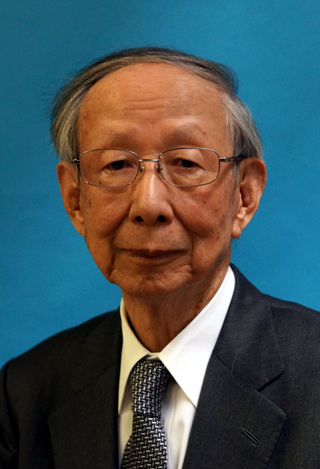
Hiroshi Shiono

Hiroshi Shiono (japanisch 塩野 宏, Shiono Hiroshi; geb. 15. Juni 1931 in der Präfektur Tōkyō) ist ein japanischer Rechtswissenschaftler mit dem Schwerpunkt Verwaltungsrecht.

## Leben und Werk
Hiroshi Shiono studierte an der Universität Tōkyō Jura und wurde anschließend Mitarbeiter, Assistenzprofessor und schließlich Professor an seiner Alma Mater. Bei Erreichen der Altersgrenze wurde er als „Meiyo Kyōju“ verabschiedet. Danach wirkte er als Jura-Professor noch an der Seikei- und an der Tōa-Universität (東亜大学).
1994 setzte er sich als Mitglied der „Kommission zu Festsetzung der Wahlkreise für das Unterhaus“ (衆議院議員選挙区画定審議会, Shūgiin senkyoku gakutei shingikai) dafür ein, aus 300 bisherigen Wahlkreisen 200 zu machen. 1999 wurde er Mitglied der Akademie der Wissenschaften und 2011 Vorsitzender des „Fonds der Kultursender“ (放送文化基金, Hōsō bunka kikin). 2016 wurde er Präsident der Akademie der Wissenschaften.
Zu seinen Publikationen gehören „Der Aufbau der Verwaltungsrechtslehre Otto Mayers“ (オットー・マイヤー行政法学の構造, Otto Mayers gyōsei hōgaku no kōzō), „Verwaltungsrecht“ (行政法,  gyōsei hō) und „Öffentliches und privates Recht“ (公法と私法, Kōhō to shihō).
2009 wurde Shiono als Person mit besonderen kulturellen Verdiensten geehrt und 2015 mit dem Kulturorden ausgezeichnet.